# Cmentarz żydowski w Čkyni
Cmentarz żydowski w Čkyni – został założony pod koniec XVII wieku (najstarsza zachowana macewa pochodzi z 1688 roku). 
Służył jako miejsce pochówków do 1942 roku, kiedy to tamtejsi Żydzi zostali deportowani do obozów zagłady. Do 1938 roku opiekę nad nim sprawowała gmina żydowska w Vimperku, po II wojnie światowej zaś gminy żydowskie z Pilzna i Pragi. 
W latach 1982–1995 cmentarz został poddany renowacji (odbudowano m.in. dom przedpogrzebowy). 